# Івачів
Іва́чів —  село в Україні, у Зборівській міській громаді Тернопільського району Тернопільської області. Було підпорядковане Вовчківській сільській раді (до 2016).
Населення — 259 осіб (2002).

## Географія
Розташоване на північному заході району, на річці Стрипа.У долині Стрипи є поклади торфу, в північній частині поклади бурого вугілля, яке в радянський час добували у с. Новоселище Львівської області. На околиці Івачева починається мішаний ліс, що тягнеться через села Нище і Кругів у Пеняцький масив. Неподалік від села проліг Вороняцький кряж.

## Історія
Перша письмова згадка про село – 1532 р. Від 16 ст. Івачів належав до Золочівського ключа маєтностей Яна Собеського. Землі часто переходили у власність польських землевласників Дзедзіцьких, Байгарців, Ваксів. На початку 19 ст. землі Івачева і сусідніх сіл австрійський цісар подарував за вірну службу польському воєводі фон Кріксґуберу, який заклав у селі фільварок.
1910 внаслідок великої пожежі згоріла частина будівель села.
Діяли «Сільський господар» та інші українські товариства.
12 червня 2020 року, відповідно до розпорядження Кабінету Міністрів України № 724-р «Про визначення адміністративних центрів та затвердження територій територіальних громад Тернопільської області» увійшло до складу Зборівської міської громади.
19 липня 2020 року, у результаті адміністративно-територіальної реформи та ліквідації Зборівського району, село увійшло до складу Тернопільського району.

## Пам'ятки
Є церква Різдва Пресвятої Богородиці.

### Пам'ятники
Споруджено пам'ятник полеглим у німецько-радянській війні воїнам-односельцям (1985).

## Соціальна сфера
Працюють загальноосвітня школа І ступеня, клуб, торговельний заклад.

## Відомі люди
- Афанасьєв Олександр — український військовик, учасник російсько-української війни[5].
- Вашкович Володимир (14.10.1920 —  4.3.1980) - громадсько-політичний діяч, публіцист[6][7].
- Галамай Степан - громадсько-політичний діяч, доктор права, журналіст
- Конвай Володимир - професор, доктор медичних наук

## Галерея

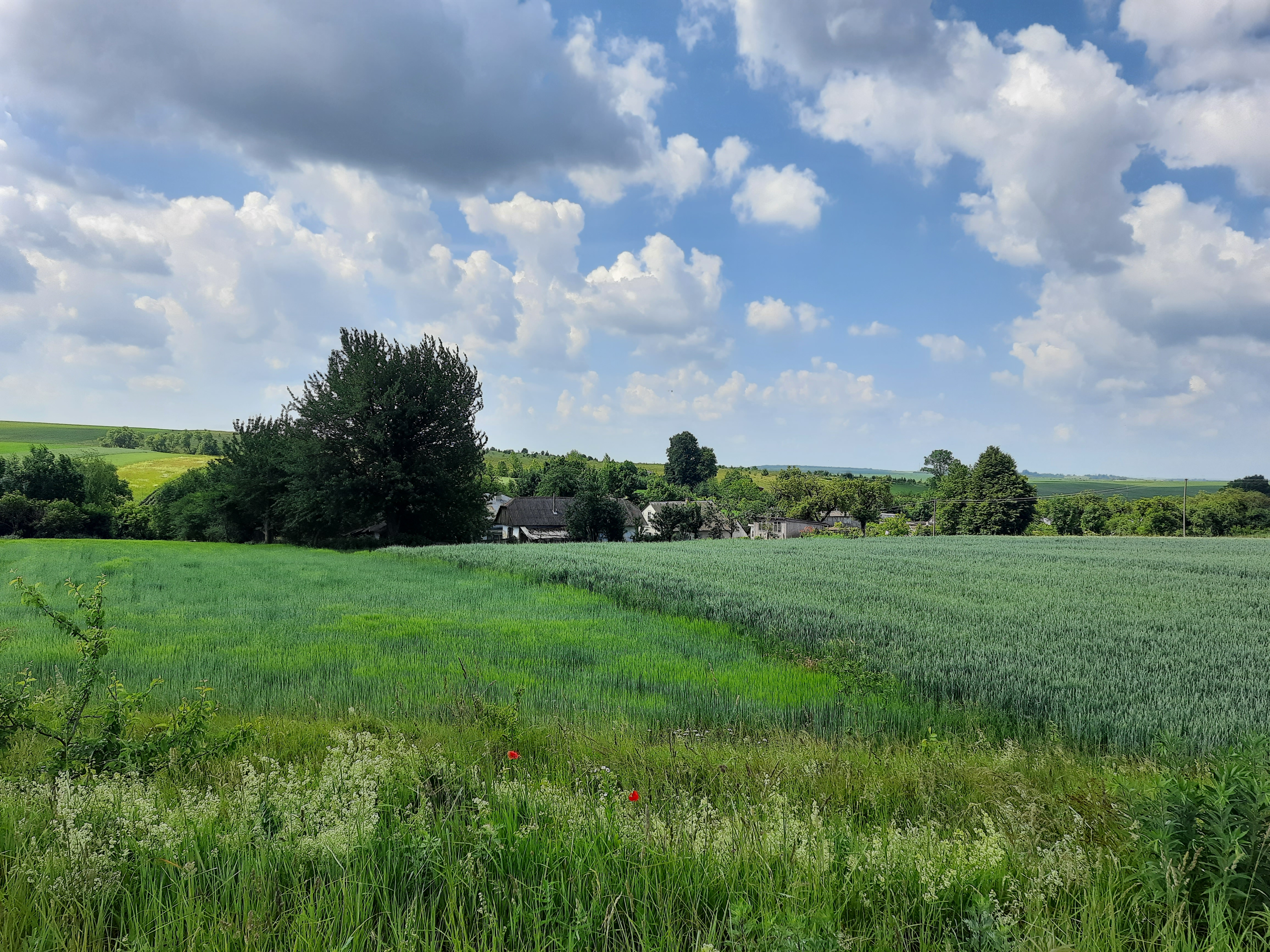
Вигляд на село
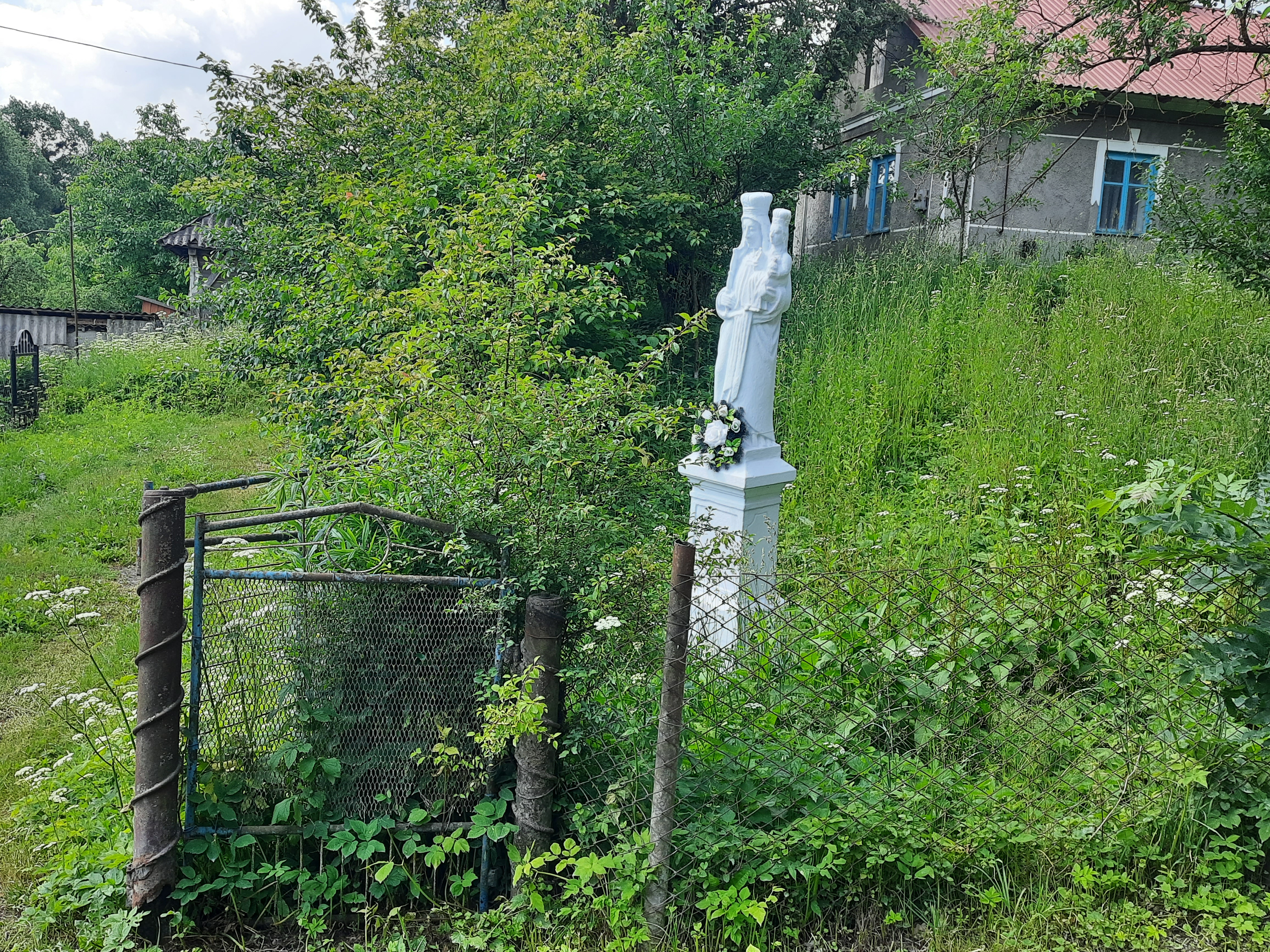
Статуя Божої Матері
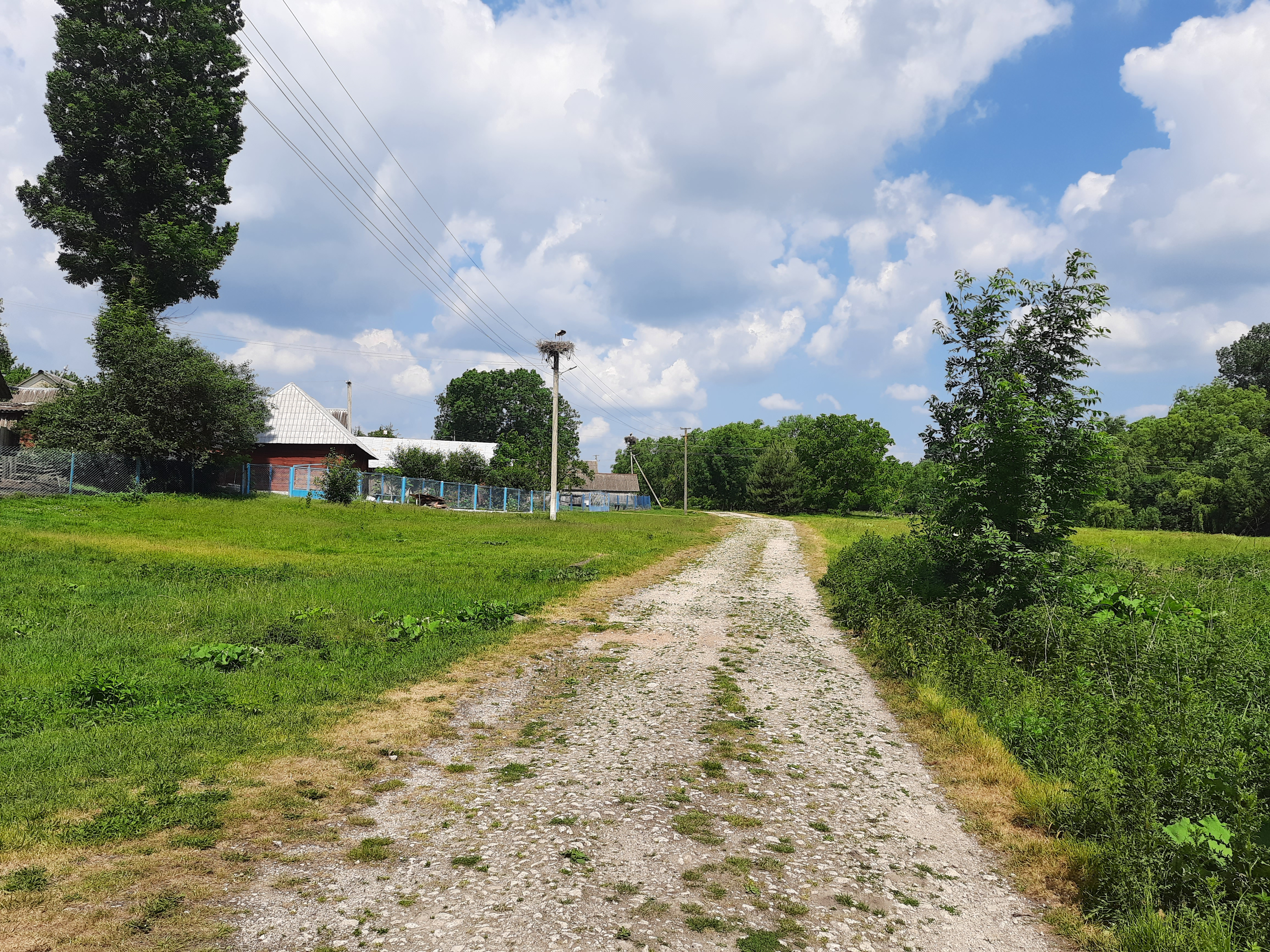
Околиця села
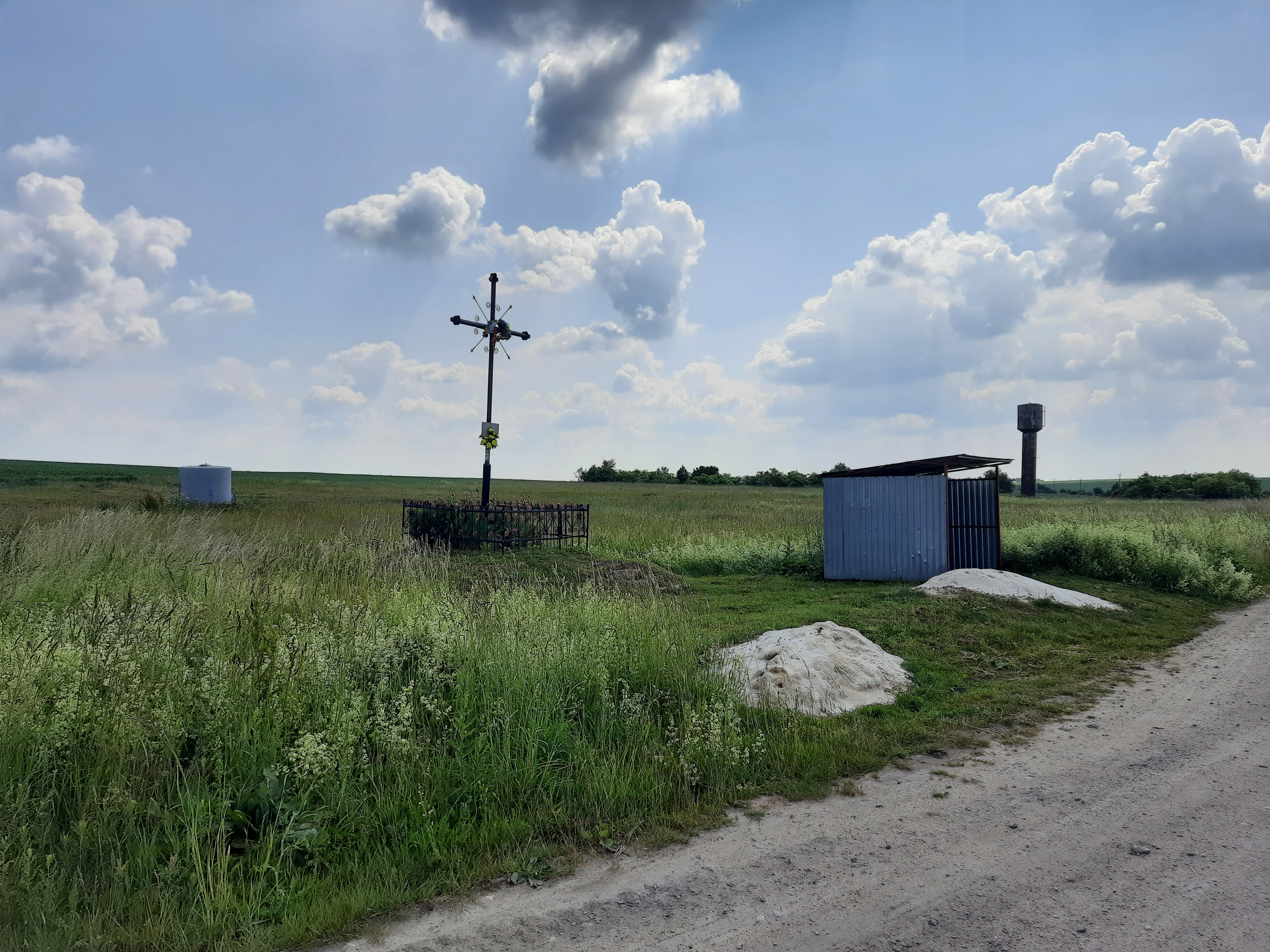
Пам'ятний хрест на околиці села